# Ситняково (булевард в София)
„Ситняково“ е булевард в София.
Простира се между ул. „Гео Милев“ на юг, южно от която преминава в бул. „Михай Еминеску“, и бул. „Мадрид“ на север, северно от който преминава в бул. „Ген. Данаил Николаев“.

## Обекти
На бул. „Ситняково“ или в неговия район се намират следните обекти (от юг на север):
- Посолство на Румъния;
- 31-во СУ за чужди езици и мениджмънт „Иван Вазов“;
- Посолство на Армения;
- 12-а Детска ясла;
- Търговски център „Сердика“;
- НИИ „Геология и геофизика“ АД (№ 23; бивше седалище на „Гранитоид“);[1]
- 23-то СОУ „Фредерик Жолио Кюри“;
- Железопътна гара „Подуяне“.

## Транспорт
Маршрутни линии на масовия градски транспорт по булеварда:
- Автобусни линии: 9,72, 120, 305 и 413;
- Трамвайни линии: 20, 21 и 22.

## Галерия
- Бул. „Михай Еминеску“ преминаващ в бул. „Ситняково“ след левия завой
- 31-во СУ за чужди езици и мениджмънт „Иван Вазов“
- Мол „Сердика Център София“
- Посолство на Армения